# ویلیام بی. اسپونگ، جونیور
ویلیام بی. اسپونگ، جونیور (به انگلیسی: William B. Spong, Jr.) سناتور سابق عضو حزب دموکرات ایالات متحده آمریکا بود. وی در سال ۱۹۶۶ تا ۱۹۷۳ میلادی سناتور ایالت ویرجینیا در سنای ایالات متحده آمریکا بود.